# あの日の2人のように
「あの日の2人のように」（あのひのふたりのように）は、日本のフォークデュオ・遊吟のメジャー3作目（通算11作目）のシングル。

## 概要
- 前作「チェックメイト」から約5か月ぶりにして、アルバム『ライン』からの先行シングル。
- 表題曲はフジテレビ系列『タケダスポーツスペシャル2008 北海道マラソン』のエンディングテーマ及びテレビ東京系列『スキバラ』のエンディングテーマに起用された。複数のタイアップが付いたのが今作が初となった。
- 初回生産限定盤と通常盤の2形態で発売され、初回生産限定盤には表題曲のミュージック・ビデオを収録したDVDが同梱された。

## 収録曲
| #  | タイトル                | 作詞・作曲 | 編曲     |
| -- | ----------------------- | ---------- | -------- |
| 1. | 「あの日の2人のように」 | 卓         | 宗本康兵 |
| 2. | 「キャンパス」          | 伸治       | 長澤孝志 |
| 3. | 「歌わない歌」          | 卓         | 宗本康兵 |

### 解説
1. あの日の2人のように
ミュージック・ビデオには俳優の佐藤昴平と女優の和川未優が出演している。
2. キャンパス
3. 歌わない歌

## 参加ミュージシャン
遊吟
- 卓：Vocal & Guitar & Tombourine (全曲)
- 伸治：Vocal & Guitar (全曲)

サポートミュージシャン
- 宗本康兵：Piano & Programming (#1)
- 長澤孝志：Guitars (#1)
- 種子田健：Bass (#1)
- 河村"カースケ"智康：Drums (#1)
- 弦一徹ストリングス：Strings (#1)
- 森田香織：Cello (#1)

## タイアップ
- フジテレビ系列スポーツ中継番組『タケダスポーツスペシャル2008 北海道マラソン』エンディングテーマ (#1)
- テレビ東京系列バラエティ番組『スキバラ』2008年9月度エンディングテーマ (#1)

## 収録アルバム
- ライン (#1)